# Animism

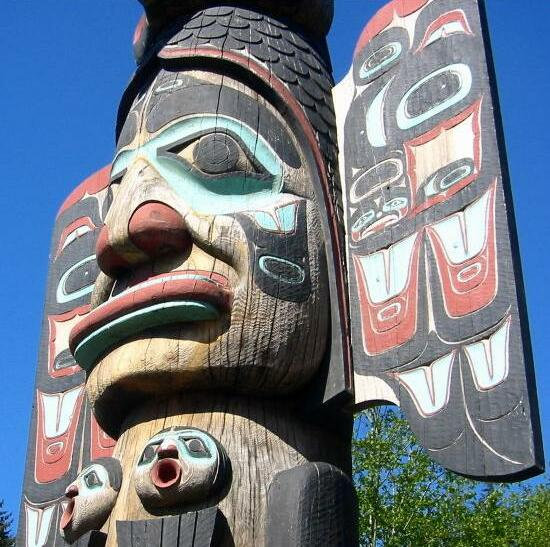
Totempåle, med koppling till andevärlden hos vissa indianfolk.

Animism är ett begrepp inom teologin som betecknar en religiös uppfattning enligt vilken naturen är besjälad. Man tror exempelvis att det finns en ande i varje träd eller vattendrag. Totem-begreppet hos vissa nordamerikanska folk handlar om animism, och både shintoismen och samisk religion har inslag av animism. Ett relaterat fenomen är shamanism.

## Begreppetanimism
Ordet animism kommer av latinets anima, som betyder “ande”, “liv” eller “själ”. Termen blev känd genom den brittiske antropologen Edward Burnett Tylor, som i boken Primitive Culture (1871) beskrev animism som den äldsta formen av religion, där allting i naturen tänks ha en själ. Tylors evolutionistiska modell har i dag ifrågasatts, även om termen fortsatt används med en annan begreppsförklaring.

## Religion
Det finns inte någon enskild religion som kallas animism, utan det som presenterar sig som en religion (animism) är ett antal regler för byggandet av social kultur liksom en prerationell förklaring av världen i varje kultur.
Det kan anses att religionen som fanns i Sverige, asatron, ursprungligen till stor del var animistisk, liksom folkreligionen i Grekland och Romarriket antagligen också var det. Shintoismen, samisk religion och shamanism har alla inslag av animism.
Varje sten, varje växt, varje djur och varje människa utvecklas, följande naturliga regler. I animism är särskilt slående:
- Avsaknad av någon form av allsmäktiga gudar, eller en idé om det gudomliga (även om vanligen ett "högsta väsende" existerar)
- Naturen är direkt, har själv en själ, och genom naturliga händelser uttrycker den sig, och kommunicerar direkt med människor
- Avsaknaden av religiösa kultbyggnader
- Förekomsten av religiösa men även vardagliga regler som uppkommer vid omedelbar naturupplevelse

Animism förutsätter någon form av själslära, eftersom man besjälar naturen. Logiskt måste man även acceptera att även icke-människor har själar - något som inte förekommer i till exempel kristendomen. Animismen är teologiskt besläktad med panteismen.
Godartade andar med hög status finns i nästan alla former av religion. Det kan röra sig om så kallade högsta väsen. Det högsta väsendet har ibland skapat världen och levde då en tid tillsammans med folket, för att sedan dra sig tillbaka på grund av något. Ibland finns en kontakt till detta högsta andliga väsen. Det vördas av folket som dock inte behöver offra och inte ens be till honom/henne.
Inom animism utförs ritualer för att upprätthålla relationer mellan människor och andar. Ursprungsbefolkningar utför ofta dessa ritualer för att blidka andarna och begär deras hjälp under aktiviteter som jakt och helande. I den arktiska regionen är vissa ritualer vanliga före jakten som ett sätt att visa respekt för djurens andar.
Även idag anser religionsteoretiker att animism är i början av den kulturella utvecklingen av religioner. Enligt denna evolutionära teori kan en evolutionär väg, från animistiska trosuppfattningar till "moderna" monoteistiska religioner ses. Etnologen Wilhelm Schmidt föreslog emellertid att det omvända gäller, nämligen att tron på en monoteistisk Gud var ursprunglig men att denna tro förändrades till polyteism, för att så småningom övergå till animism. Idag används begreppet animism, för att hänvisa till den ursprungliga karaktären hos religionerna i jägare-samlare kulturer. De flesta religionsforskare idag använder termen "animism" som Tylor i boken Primitive Culture från 1871.

## Enhetlig eller dualistisk världsbild
I animistiska trosföreställningar blir hela universum uppdelat i två: en materiell värld och en andevärld (som för övrigt liknar den kristna, i förståelsen av efterlivet). En strikt skillnad mellan det naturliga och det övernaturliga saknas dock, varför allt som finns och händer i kosmos upplevs som naturligt. I animism har människan en kropp och minst en själ som finns i en viss självständighet från andra. Det kan finnas ett alter ego av människan, i den andliga världen. Så människan lever då samtidigt i två världar, och efter kroppens död endast i världen hinsides. Dessa världar kan även påverka varandra under livet, vilket används som förklaring till exempelvis sjukdom. Det gör att man kan se den animistiska världen som en.

## Döden
En vanlig animistisk föreställning är idén om relationen mellan själen och familjen. Levande släktingar till en avliden person får ett ansvar för själen till den avlidne. Så länge de kommer ihåg en person så finns personens själ. De får inte glömma den avlidne eftersom själen hos en avliden person befinner sig i ett tillstånd av personlig odödlighet. Därigenom har familjen i animistiska kulturer hög prioritet. En annan tanke som förekommer är att den dödes själ går igen jämför gengångare. Förfädersdyrkan och kult av gravar är förekommande. Ibland finns föreställningar om att det går att komma i kontakt med döda eller andar, då ofta via ett medium eller shaman.

## Idag
Animism finns idag som del av islam, där det motsvarar det man kallar "populärislam", som del av kristendomen, där det är förekommande i en smått vidskeplig "folkkatolicism". 
Även svensk folktro, som är en slags levande rest av asatron är animistisk. Bland bergsfolken i östra Asien är animism den vanligaste religionsformen. Bland Akha, Hmong (Meo), Lahu, Laova, Lisu, Palaung/Padaung och Thin finns övervägande andel animister. Bland Karen-folket har kristendomen ökat i popularitet och omkring 50% bekänner sig nu till den kristna tron. Många från Yaofolket, som härstammar från södra Kina, är taoister, och utövar en form av taoism som var känd i Kina för 600 år sedan, vilken har animistiska drag.